# Anticlinal

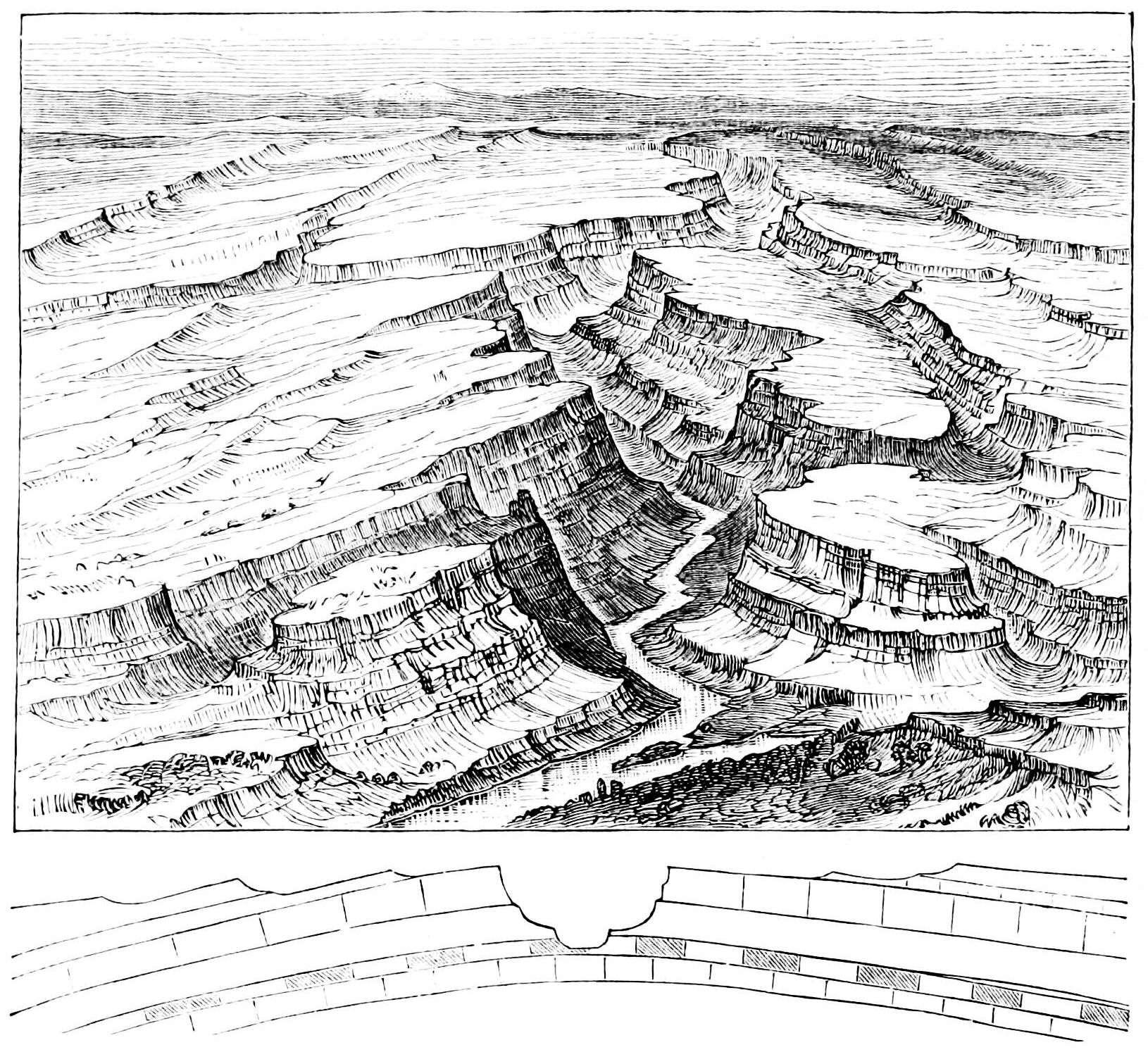
Anticlinal

Anticlinalul este componenta structurii geologice cutate care corespunde cutei orientate cu partea convexă în sus și stratele cele mai vechi la interior. De regulă, anticlinalele sunt flancate de sinclinale.
Cutele anticlinale se formează în timpul deformării crustei terestre ca urmare a proceselor de compresie ce însoțesc orogeneza. Dat fiind că centrul ascensionat al cutei geologice este supus mai rapid eroziunii - în raport cu flancurile - spre un nivel stratigrafic mai adânc, secvențele de strate sunt mai vechi spre centrul sinclinalului.
O grupare de mai multe cute anticlinale avînd zona centrală mai ridicată (suprapuse peste un anticlinal mare la scară regională), formează un Anticlinoriu.

## Imagini de anticlinale

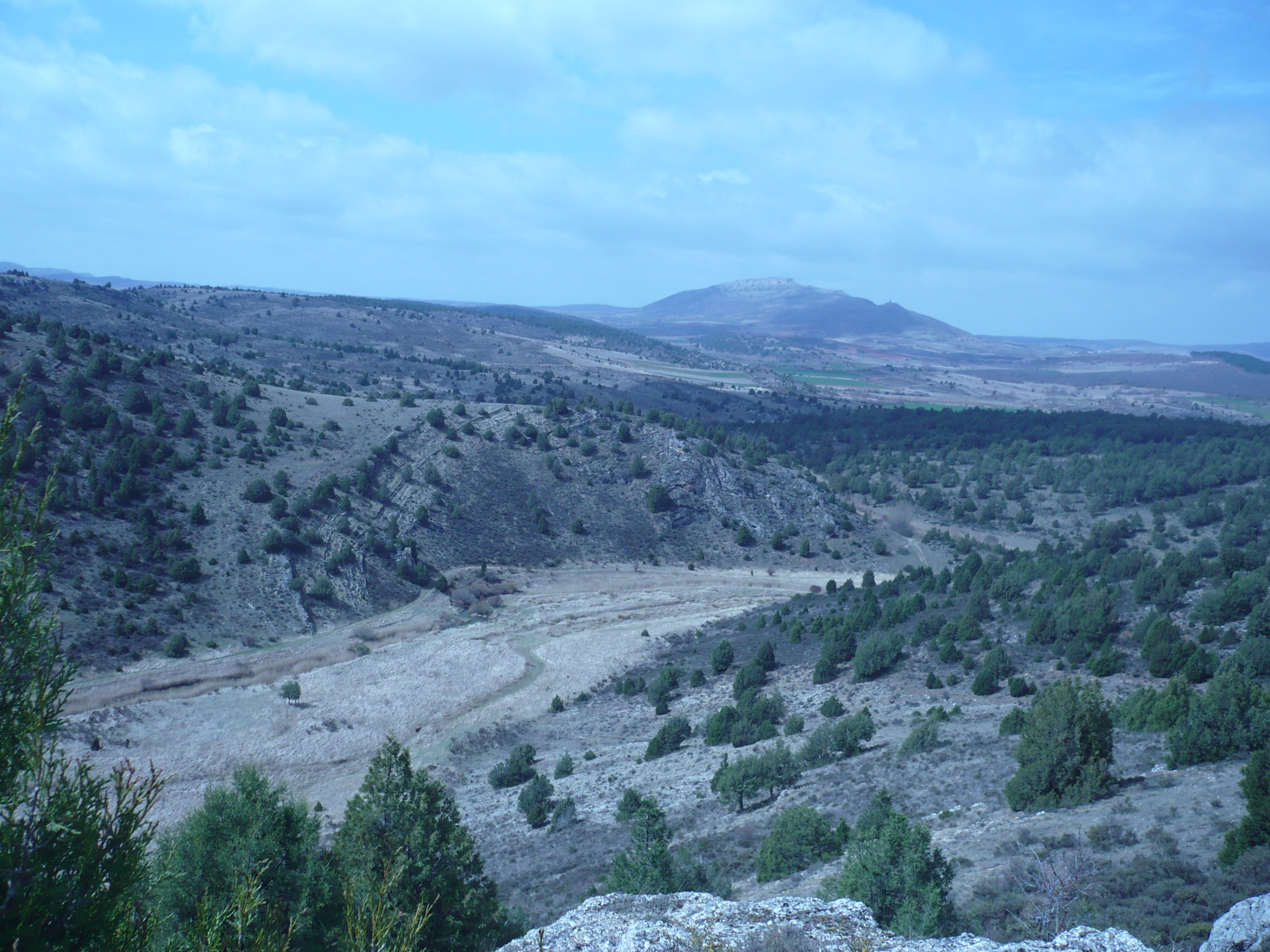
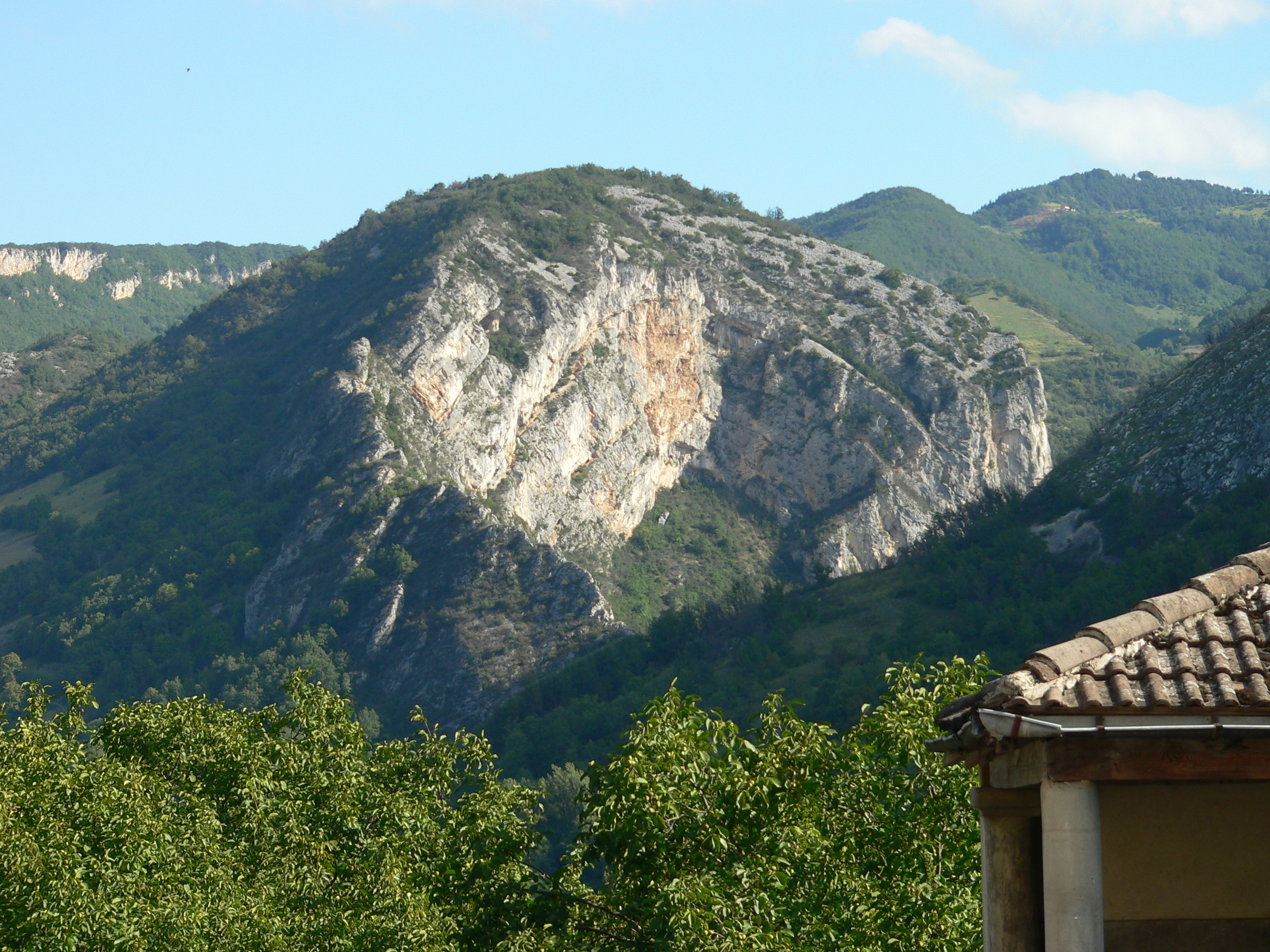
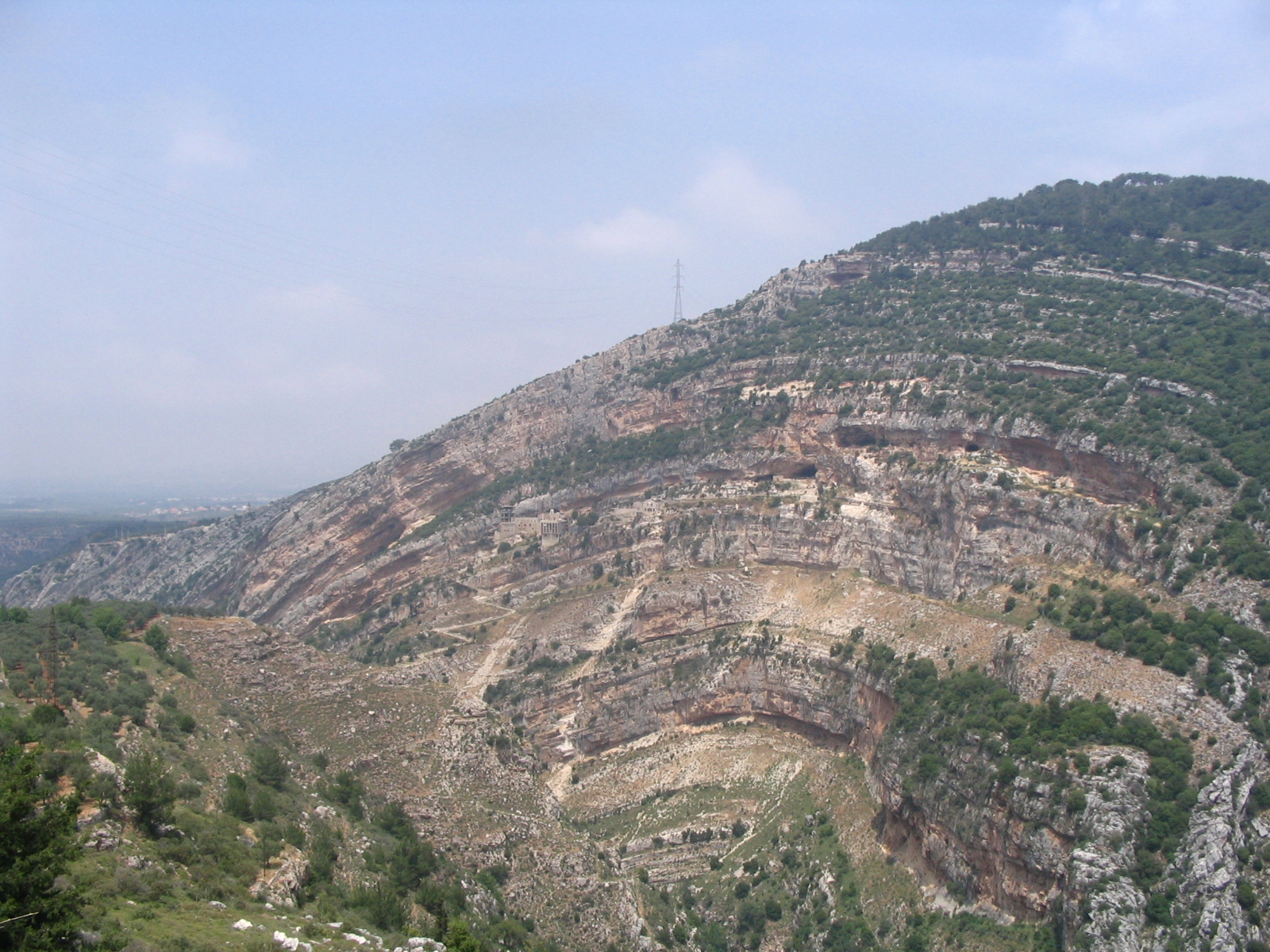
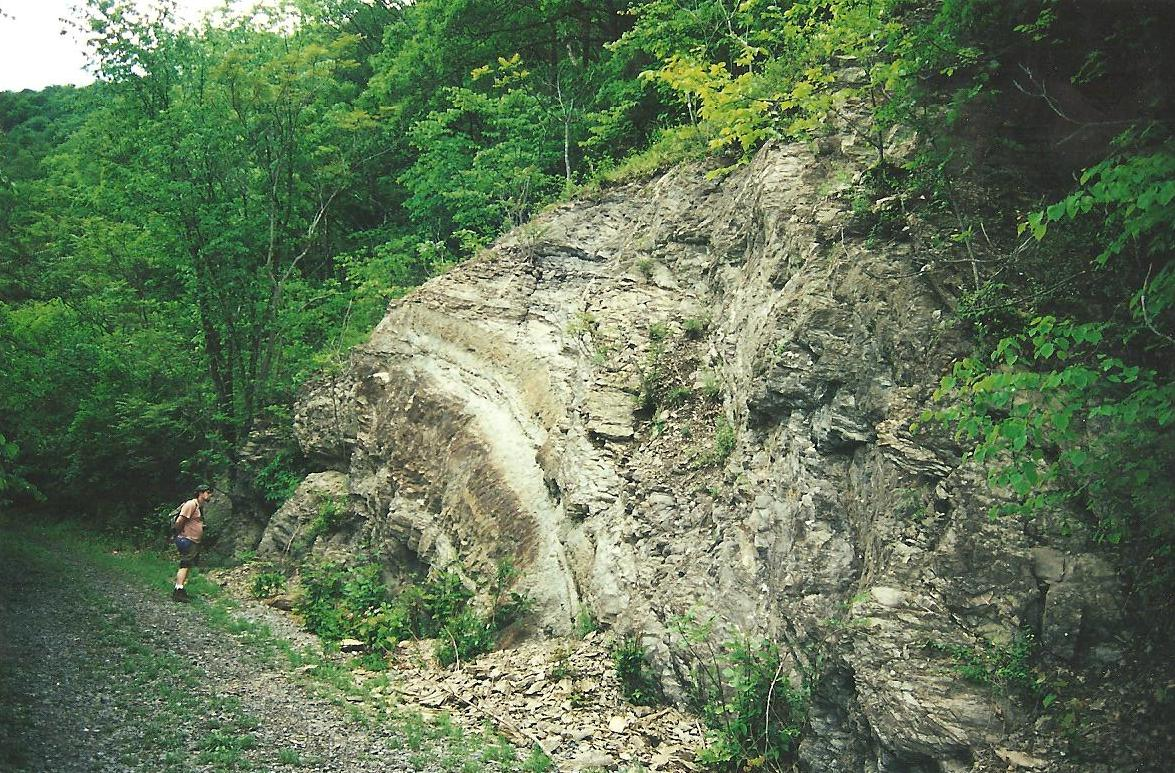
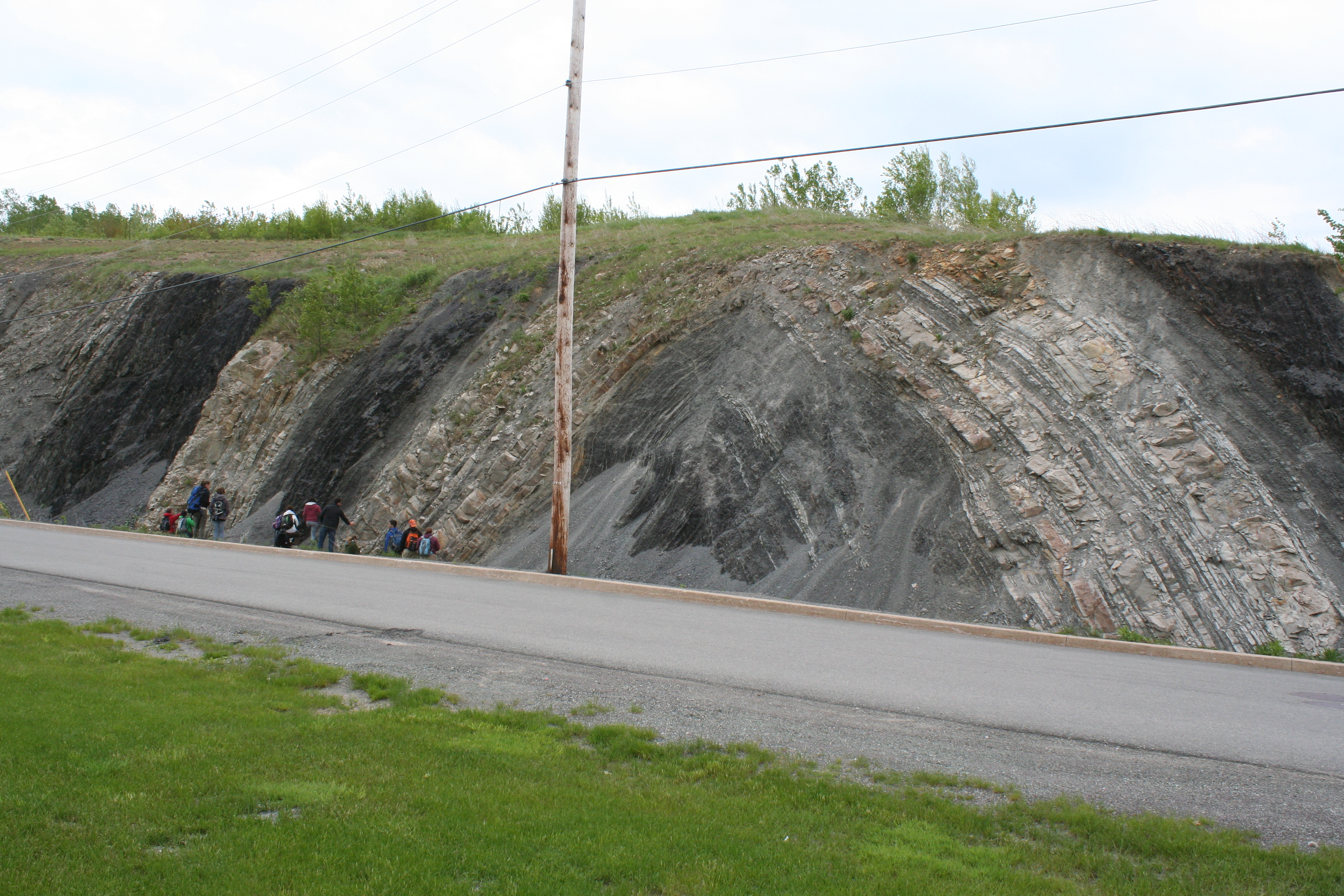
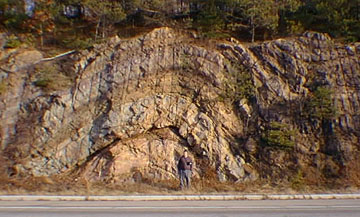